# Prefectura de Chiba
La prefectura de Chiba (千葉県 Chiba-ken?) está situada al este de la isla principal de Honshū, Japón. La capital es Chiba.

## Historia
La prefectura de Chiba fue establecida el 15 de junio de 1873 con la fusión de la prefectura de Kisarazu y la prefectura de Inba. Históricamente, la prefectura está constituida por tres provincias: Awa, Kazusa, y Shimōsa.

## Geografía
La prefectura de Chiba es bordeada por la prefectura de Ibaraki, al norte por el río Tone, Tokio y la prefectura de Saitama, al oeste por el río Edo, el océano Pacífico al este y la bahía de Tokio en torno a su límite sur. La mayoría de Chiba se encuentra en la montañosa península de Boso, en la costa se encuentra la región agrícola arrocera, conocido como la Llanura de Kujukuri, es un área especialmente productiva. La zona más poblada, en el noroeste de la prefectura, es parte de la región de Kanto, se extiende en la aglomeración urbana de Tokio y Saitama. La corriente de Kuroshio fluye cerca de Chiba, manteniéndolo relativamente cálido en invierno y fresco en verano en comparación con la vecina Tokio.

### Parques nacionales y de la prefectura

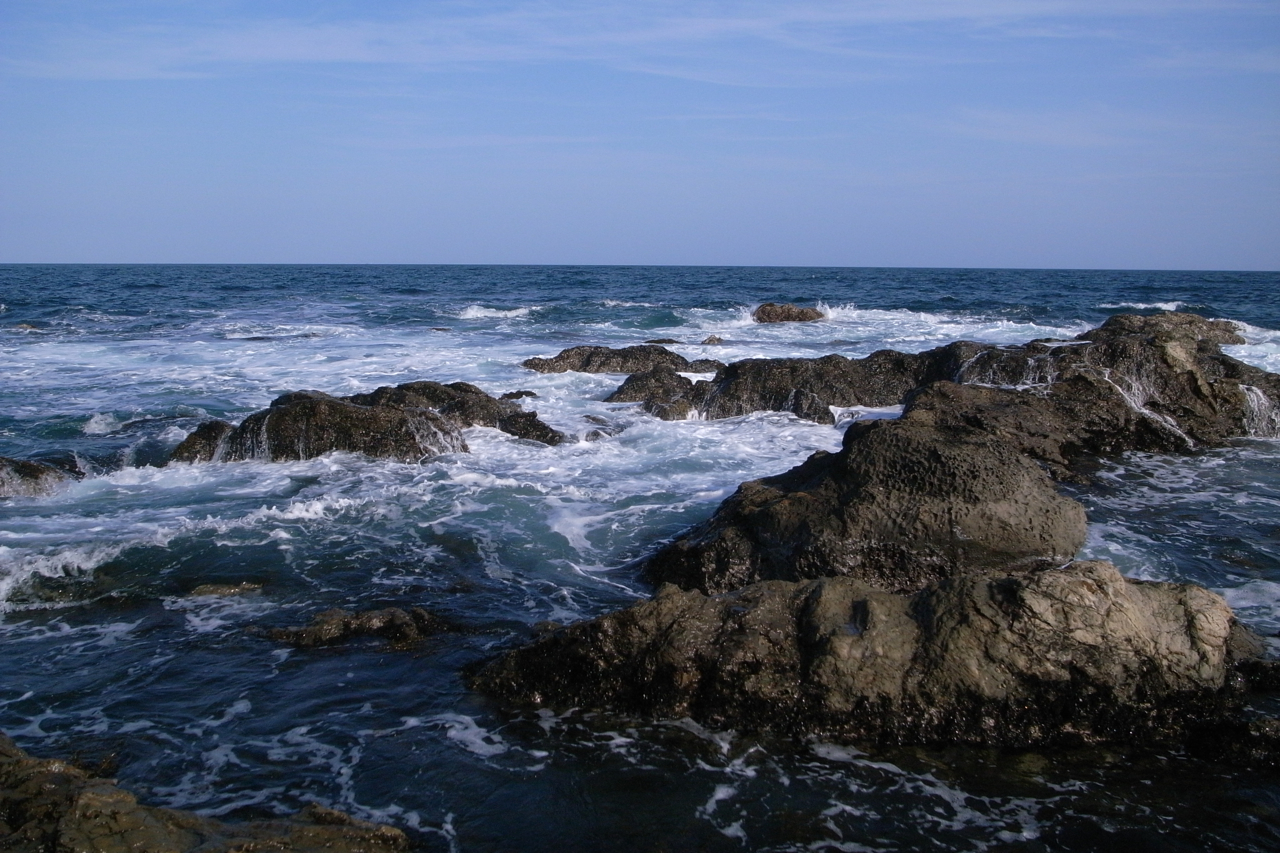
Zona costera de Emi, Kamogawa

Con la excepción de la gran Zona Industrial keiyo en el noreste, la totalidad de las costas de la prefectura de Chiba están protegidas con dos parques cuasi-nacionales y un parque natural de la prefectura en el marco del sistema de parques nacionales de Japón. El 1 de abril de 2012, el 6% de la superficie total de la prefectura fue designado como parques naturales.
- Parque Cuasi Nacional Suigō-Tsukuba abarca una amplia zona de la cuenca del río Tone y el área alrededor de Monte Tsukuba en la prefectura de Ibaraki. El parque fue creado en 1953 para proteger no solo el medio ambiente de la zona, sino también su patrimonio cultural único. La desembocadura del río Tone y los Cabos Inubō y Byobugaura en el noreste de la prefectura de Chiba conforman la parte sur del parque.[5]

- Parque Cuasi Nacional Minami Boso fue establecida en 1953 para proteger a la mayor parte de las áreas costeras del sur de la prefectura de Chiba desde Cabo Futtsu en la bahía de Tokio a Cabo Inubō en el noreste de la prefectura de Chiba. El parque se extiende sobre nueve distritos administrativos de la prefectura. El Parque Cuasi Nacional Minami Boso fue establecido para proteger no solo el medio ambiente de las zonas costeras, sino también los bienes culturales únicos que se asocian con estas áreas, especialmente los templos asociado a Nichiren.[6]

La prefectura de Chiba ha designado y mantiene ocho parques naturales de prefectura para proteger tanto a los espacios naturales y culturales, a saber, el Inba Tega, Kasamori Tsurumai, Kujukuri, Mineokasankei, Otone, Takagoyama, Tomisan y Yoro Keikoku Okukiyosumi parques naturales de prefectura. Las ciudades, pueblos y aldeas de la prefectura también han designado y protegido parques. Estos parques son mantenidos para la protección del medio ambiente, así como proporcionar instalaciones recreativas locales.

### Ciudades

Mapa político de la prefectura

| - Chiba (capital) - Abiko - Asahi - Chōshi - Funabashi - Futtsu - Ichihara - Ichikawa - Inzai - Isumi - Kamagaya - Kamogawa - Kashiwa | - Katori - Katsuura - Kimitsu - Kisarazu - Matsudo - Minamibōsō - Mobara - Nagareyama - Narashino - Narita - Noda - Ōamishirasato - Sakura | - Sanmu - Shiroi - Sodegaura - Sōsa - Tateyama - Tomisato - Tōgane - Urayasu - Yachimata - Yachiyo - Yotsukaidō |

### Distritos
- Distrito de Awa
  - Kyonan
- Distrito de Chōsei
  - Chōnan
  - Chōsei
  - Ichinomiya
  - Mutsuzawa
  - Nagara
  - Shirako
- Distrito de Inba
  - Sakae
  - Shisui
- Distrito de Isumi
  - Onjuku
  - Ōtaki
- Distrito de Katori
  - Kōzaki
  - Tako
  - Tōnoshō
- Distrito de Sanbu
  - Kujūkuri
  - Shibayama
  - Yokoshibahikari

## Deporte

### Fútbol
- JEF United Ichihara Chiba (Chiba (Chiba))
- Kashiwa Reysol (Kashiwa (Chiba))

### Béisbol
- Chiba Lotte Marines (Chiba (Chiba))